# Чемпионат мира по снукеру 1937
Чемпионат мира по снукеру 1937 (англ. 1937 World Snooker Championship) — главный турнир в мире снукера, проводившийся в Thurston's Hall, Лондон (Англия). Победителем турнира стал Джо Дэвис, выигравший в финале у Хорэса Линдрума со счётом 32:29.

## Результаты

### Первый раунд
Матч из 31 фрейма
 Фред Дэвис 14:17 Уильям Уизерс 

### Четвертьфиналы
Матчи из 31 фрейма
 Джо Дэвис 30:1 Уильям Уизерс 
 Сидней Смит 18:13 Алек Браун 
 Хорэс Линдрум 20:11 Сидней Ли 
 Вилли Смит 16:15 Том Ньюмен 

### Полуфиналы
Матчи из 31 фрейма
 Джо Дэвис 18:13 Сидней Смит 
 Хорэс Линдрум 20:11 Вилли Смит 

### Финал
Матч из 61 фрейма
 Джо Дэвис 32:29 Хорэс Линдрум 